# لامپ بارک‌هاوزن-کوتز

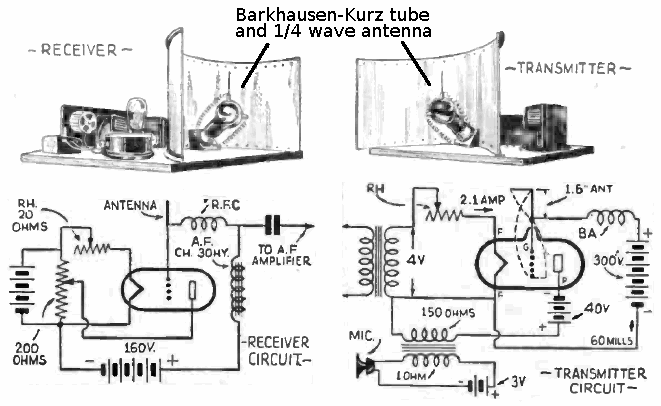
آزمایش لینک ارتباطی AM کم توان ۳ گیگاهرتزی از سال ۱۹۳۸، که از لامپ بارک‌هاوزن-کوتز برای انتقال و دریافت استفاده می‌کند

لامپ بارک‌هاوزن-کوتز (Barkhausen-Kurz tube)، همچنین به نام‌های لامپ میدان-تاخیری، لامپ سه قطبی انعکاسی، نوسانگر کِی-بی و نوسان‌ساز بارک‌هاوزن نیز شناخته می‌شوند که یک نوسان‌ساز الکترونیکی لامپ خلا با فرکانس بالا بود که در سال ۱۹۲۰ توسط فیزیکدانان آلمانی هاینریش بارک‌هاوزن و کارل کوتز اختراع شد.  این اولین نوسان‌سازی است که می توانست در بخش فرکانس فوق العاده زیاد (UHF)، طیف رادیویی بالاتر از ۳۰۰ مگاهرتز توان رادیویی تولید کند. همچنین اولین نوسان‌ساز برای بهره برداری از اثر گذر زمان الکترون بود. به عنوان منبع امواج رادیویی با فرکانس بالا در آزمایشگاه‌های تحقیقاتی و چند فرستنده رادیویی UHF در خلال جنگ جهانی دوم مورد استفاده قرار گرفت. توان خروجی آن کم بود که کاربردهای آن را محدود می‌کرد. با این حال این تحقیقات الهام بخش آن شد که منجر به موفقیت آمیز بودن سایر لامپ‌های زمان گذر مانند کلیسترون، باشد که باعث شده لامپ کم فشار بارک‌هاوزن-کوتز منسوخ شود. 